# Cần Thơ (provincie)

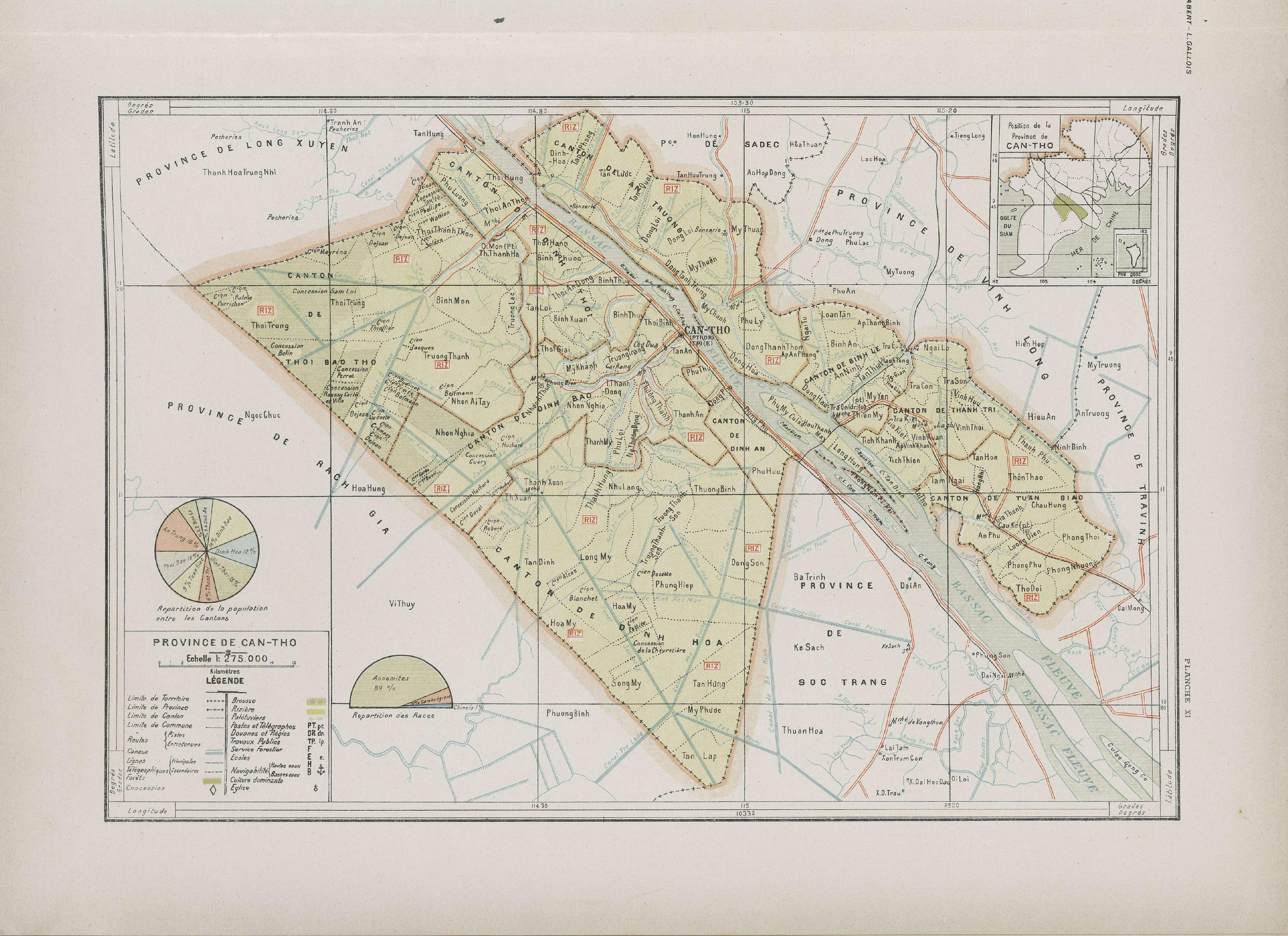
Cần Thơ in 1909

Cần Thơ is een voormalige provincie in de Mekong-delta. De hoofdstad van de provincie was Cần Thơ.
Na het Beleg van Gia Định in 1859 werd het zuidoosten van Cochin-China gekoloniseerd door Frankrijk. Het gebied is in 1867 door de Fransen bezet. Later werd de provincie An Giang gesplitst in een zestal provincies. Naast Cần Thơ werd de provincie An Giang gesplitst in Châu Đốc, Long Xuyên, Sa Đéc,  Sóc Trăng en Bạc Liêu. Op 20 december 1899 besloot Édouard Picanon, de gouverneur van Cochin-China, dat het zuidoosten weer verdeeld moest worden in provincies, nadat het in 1876 was veranderd in een arrondissement van Frankrijk. Op 1 januari 1900 werd Cần Thơ een provincie.
Als in 1956 de Democratische Republiek van Vietnam wordt gesplitst in Noord-Vietnam en Zuid-Vietnam, wordt de provincie hernoemd tot Phong Dinh. In 1976 wordt de provincie opgeheven, nadat het samengevoegd wordt tot Hậu Giang, samen met Chương Thiện (inclusief de stad Vị Thanh) en Ba Xuyên (inclusief de stad Sóc Trăng).